# 王为 (化学家)
王为，兰州大学化学化工学院教授教授，主要从事功能化有机多孔材料的构筑、表征及应用等方面的研究工作。担任《化学学报》、《波谱学杂志》等期刊编委，入选中华人民共和国教育部第八批"长江学者"特聘教授。